# Vito Teti
Vito Teti (San Nicola da Crissa, 7 settembre 1950) è uno scrittore, antropologo e saggista italiano.

## Biografia
Nato a San Nicola da Crissa nel 1950, ha insegnato antropologia culturale all’Università della Calabria (Unical) e fondato il Centro di Antropologia e Letterature del Mediterraneo presso il Dipartimento di Filologia. È il responsabile dell'Associazione europea di antropologia dell’alimentazione in Italia.
Ha partecipato come consulente scientifico per conto della Rai alla creazione di materiale audiovisivo su feste e culture popolari di diverse regioni italiane. Per la stessa emittente radiotelevisiva realizza il programma America dove. Viaggio tra i paesani di Calabria e di Toronto e Viaggio nei paesi abbandonati della Calabria, andato in onda su Rai Radio 2. Nel 2018 realizza per Rai Radio 3 una puntata sul Convento di San Domenico di Soriano Calabro.
È stato autore di diversi reportage fotografici, tra cui emigranti in Canada in mostra permanente dal 1985 al Museo civico di Rende. Le sue foto sono state pubblicate su riviste scientifiche specializzate ed esposte in mostre personali e collettive e suoi articoli sono stati pubblicati su Il Quotidiano e sul Corriere della Sera. Ha scritto per la Treccani le voci di Dieta mediterranea e Restanza. Studiosi nazionali e internazionali hanno curato la prefazione delle sue opere, come Maurice Aymard in Il Patriota e la Maestra, Claudio Magris in Quel che resta e Predrag Matvejević in il senso dei luoghi. Numerosi gli studiosi e gli scrittori che si sono occupati di Teti. Nel 2017 Demetrio Paolin pubblica su Il Foglio una recensione di Quel che resta; nel 2024 Renato Minore dedica un articolo sul Messaggero a Pietre di pane; Antonella Tarpino nello stesso anno scrive de Il risveglio del drago. Nell'estate 2025 La Restanza raggiunge ventumila copie in circolazione e viene consigliata da Il Post tra i 30 libri da leggere.

## Temi
Nel corso della sua carriera ha prodotto molti volumi, saggi e racconti. I temi trattati spaziano dalla cultura dell'alimentazione alla riflessione sui luoghi abbandonati, con particolare riferimento al Mezzogiorno d'Italia ma non solo. A tal proposito conia il termine "restanza", indicato dall'Accademia della Crusca come "l'atteggiamento di chi, nonostante le difficoltà e sulla spinta del desiderio, resta nella propria terra d’origine, con intenti propositivi e iniziative di rinnovamento". Il tema della restanza si afferma in breve tempo apparendo sia su quotidiani generalisti come La Repubblica, Corriere della Sera, La Stampa  sia su riviste specializzate. Trattati da Teti e correlati alla restanza sono l'emigrazione contrapposta al restare e il senso profondo dei luoghi.

## Opere
- Il pane, la beffa e la festa. Alimentazione e ideologia dell’alimentazione nelle classi subalterne, Rimini-Firenze, Guardaldi, 1976 (n. ed. aggiornata 1978).
- Le strade di casa. Visioni da un paese di Calabria, Milano, Mazzotta, 1983
- Il paese e l’ombra, Cosenza, Pellegrini, 1989.
- La razza maledetta, Roma, Manifestolibri, 1993.
- La malinconia del vampiro, Roma, Manifestolibri 1994 (n. ed. aggiornata 2011).
- Mangiare meridiano. Culture alimentari del Mediterraneo, Cosenza, Carical, 1996.
- Il colore del cibo, Roma, Meltemi, 1999.
- Mangiare meridiano e culture alimentari in Calabria a cura di Vito Teti, Abramo, 2002
- Mediterraneo e cultura europea, Soveria Mannelli, Rubbettino, 2003.
- Storia dell’acqua – Mondi materiali e universi simbolici, Roma, Donzelli editore, 2003.
- Il senso dei luoghi. Paesi abbandonati di Calabria, Roma, Donzelli editore, 2004 (n. ed. aggiornata 2023).
- Storia del peperoncino, Roma, Donzelli editore, 2007.
- Il Patriota e la Maestra, Macerata, Quodlibet, 2012.
- Maledetto Sud, Torino, Einaudi, 2013.
- Pietre di pane. Un’antropologia del restare, Macerata, Quodlibet, 2014 (n. ed. aggiornata 2023).
- Fine pasto: Il cibo che verrà, Torino, Einaudi, 2015.
- Terra inquieta: Per un’antropologia dell’erranza meridionale, Soveria Mannelli, Rubbettino, 2015 (n. ed. aggiornata 2023).
- Storia del peperoncino: Cibi, simboli e culture tra Mediterraneo e mondo, Roma, Donzelli editore, 2016.
- Quel che resta. L’Italia dei paesi, tra abbandoni e ritorni, Roma, Donzelli editore, 2017.
- Il vampiro e la melanconia. Miti, storie, immaginazioni, Roma, Donzelli editore, 2018.
- Nostalgia. Antropologia di un sentimento del presente, Bologna, Marietti editore, 2020.
- Prevedere l'imprevedibile, Roma, Donzelli editore, 2020.
- La restanza, Torino, Einaudi, 2022.
- Il risveglio del drago, Roma, Donzelli editore, 2024
- Trionfo e morte dell'Imperatore Carnevale, Palermo, edizioni Museo Pasqualino, 2024.

### Narrativa
- Mia città di rovine. Il racconto di Stefo di Vito Teti in Luoghi non comuni - racconti e incontri di persone e territori a cura di Angela Greco AnGre, Francavilla Marittima (CS), Macabor, 2025.

### Curatele
- Un paese di Corrado Alvaro, a cura di Vito Teti, Donzelli editore, Roma, 2014.
- A filo doppio. Un’antologia di scritture calabro-canadesi, Roma, Donzelli editore, 2017.
- Ripensare Alvaro, a cura di Vito Teti e Pasquale Tuscano, Soveria Mannelli, Rubbettino, 2021.

### Saggistica
- I luoghi e i disastri. Le reti della storia, della natura e degli individui, in Guidoboni, E. Valensise, G., L’Italia dei disastri dati e riflessioni sull’impatto degli eventi naturali 1861-2013, Bologna, Bononia University, 2013, pp. 359–373.
- Forme e politiche del restare, in Futuri urbani. Crisi e nuovi volti delle città, a cura di Mariafrancesca D'Agostino e Francesca Raniolo, Milano, FrancoAngeli, 2025, pp. 76-92.

### Mostre fotografiche
- Le strade di casa, di Salvatore Piermarini e Vito Teti, Torre Aragonese (Torre Melissa), 2023.

### Filmografia
Ha collaborato con la Rai in veste di regista per la realizzazione di numerosi documentari.
- La morte di Carnevale. Quando torna Carnevale (1980).
- Carnevale: gesto, rito e morte (1980).
- Religione e teatro. Le sacre rappresentazioni. (1980).
- La morte e la vita. I riti della settimana santa. (1980).
- Cirone. Il volto dell’ulivo. Ciceriata (1980).
- Religione e salute. SS. Cosma e Damiano. (1980).
- Lo spazio sacro (1980).
- Viaggio religioso a Polsi (1980).
- I Vattienti di Nocera Terinese (1981).
- La processione dei misteri. (1981).
- La Vallja. Ricordando Scanderberg (1981).
- La Madonna del Pettoruto (1981).
- La Madonna della Consolazione. (1981).
- La Madonna del Pollino. (1981).
- Festa e morte. (1982).
- Lo spazio religioso. (1982)
- Partenza perché (1983)
- Quando torna Carnevale (1983).
- I giochi e la festa. (1983).
- I luoghi dell’incontro (1983).
- Ritorno perché. Storia di Vincenzo. (1984).
- Saro Marchese: trusdee canadese. Presidente sannicolese. (1984).
- Teresa Bellissimo. La fabbrica del ritorno. (1984).
- Francesco Bellissimo. Storia di un viaggio (1984).

#### Altri
- Case abbandonate (2010).

## Premi
- Premio Villa San Giovanni, 1976
- Premio Nazionale Rhegium Julii, 2004
- Premio Costantino Nigra, 2009
- Premio Padula, 2011
- Premio Tropea, 2013
- Premio Cultura Mediterranea, 2014
- Premio Sila, 2017
- Premio  Fondazione Carical, 2019
- Premio Luigi Maria Lombardi Satriani, 2023
- Premio Appennino, 2024
- Premio Amore&Rabbia, 2024
- Premio #IORESTO, 2024